# Georg Barkhausen

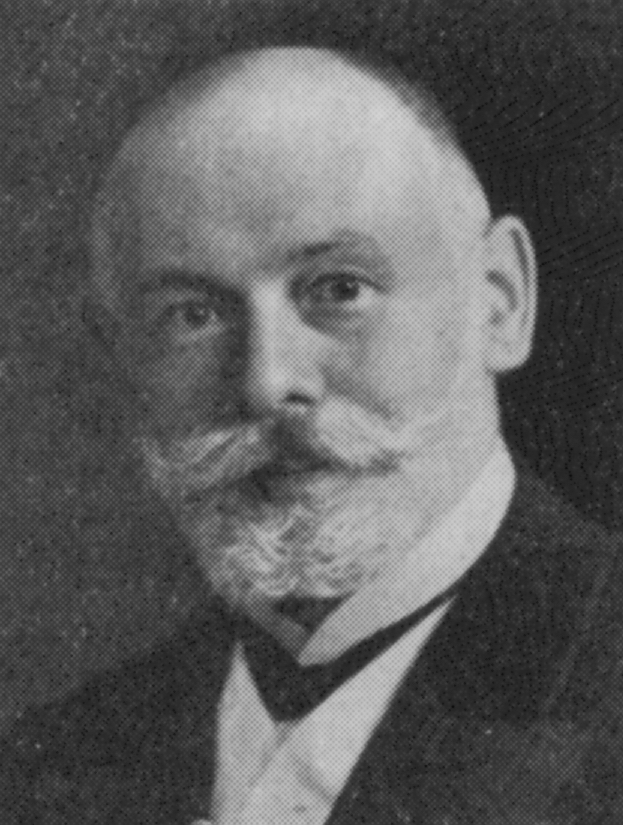
Georg Barkhausen

Georg Barkhausen (* 28. Juni 1849 in Bückeburg; † 1. April 1923 in Hannover; vollständiger Name: Karl Georg Barkhausen) war ein deutscher Bauingenieur und Hochschullehrer. Als Professor war er von 1904 bis 1907 auch Rektor der Technischen Hochschule Hannover. 

## Leben

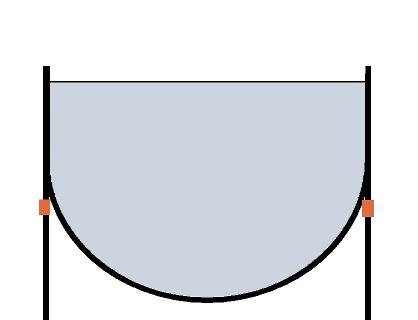
Konstruktionsprinzip des Barkhausen-Behälters

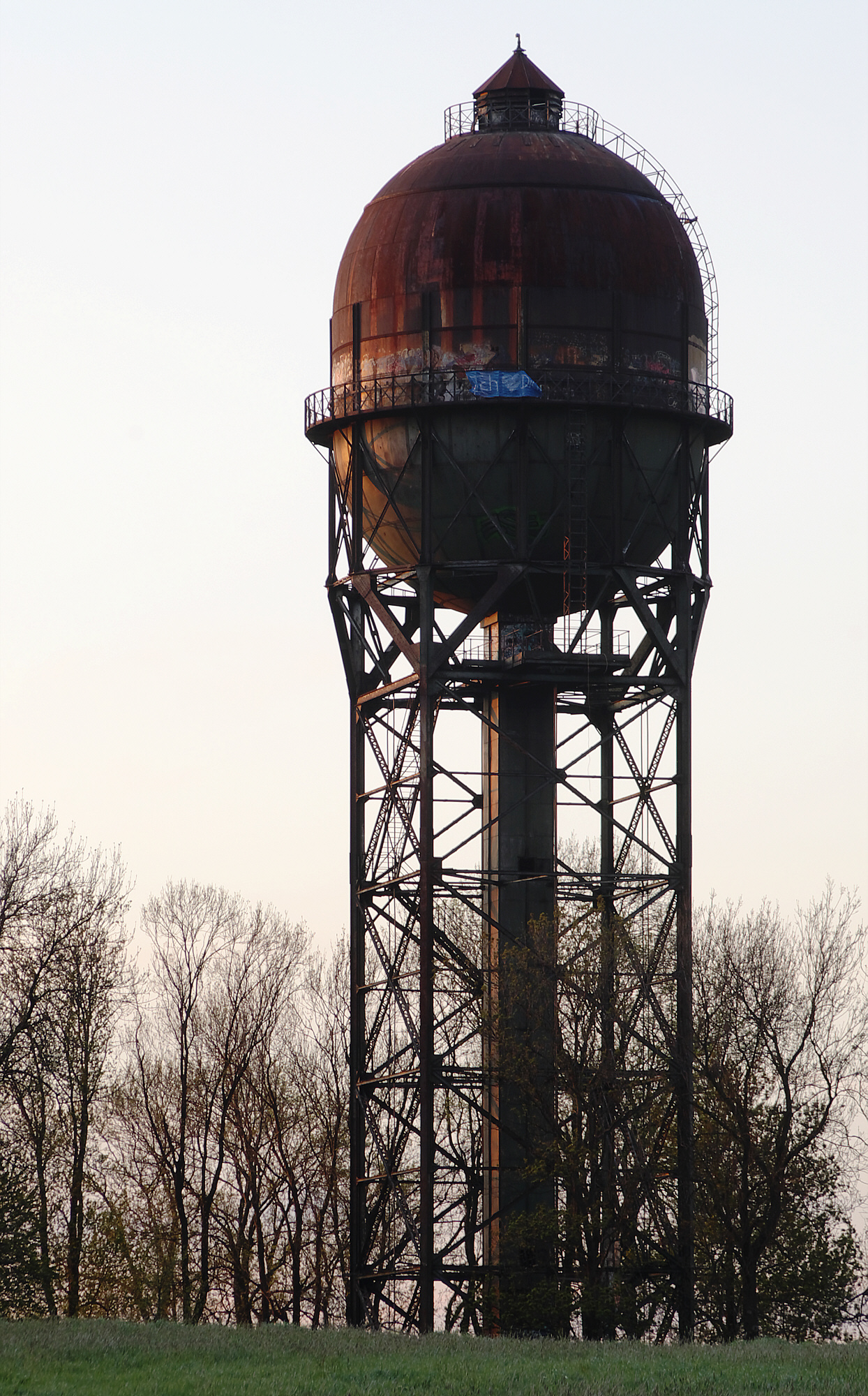
Wasserturm „Lanstroper Ei“ in Dortmund

Barkhausen studierte von 1866 bis 1872 an der Polytechnischen Schule Hannover Ingenieurwissenschaften. Sein Referendariat absolvierte er bei der Eisenbahndirektion Hannover und der Eisenbahndirektion Saarbrücken. 1877 bestand er das 2. Staatsexamen zum Regierungsbaumeister (Assessor) und war fortan bei der Berliner Stadtbahn und Ringbahn tätig. 1880 erhielt er einen Ruf an die Technische Hochschule Hannover, wo er zunächst als Hilfslehrer und ab 1883 als ordentlicher Professor Statik und Stahlbau lehrte. 1883 amtierte Barkhausen als Schriftführer des Architekten- und Ingenieur-Vereins Hannover.
1898 entwickelte er den nach ihm benannten Kugelbodenbehälter für Wassertürme. Durch den patentierten, halbkugelförmigem Behälterboden und den dadurch erzielten stetigen Übergang zwischen Wandung und Boden konnte die Konstruktionsweise von Wasserbehältern durch die tangentiale Kraftableitung erheblich vereinfacht werden. Nach diesem neuen Prinzip wurden hunderte Wassertürme gebaut, unter anderem in Plankstadt und Darmstadt. Die Behälter wurden vom befreundeten Stahlbauingenieur August Klönne mit seinem Dortmunder Stahlbauunternehmen Aug. Klönne als alleinigem Hersteller produziert. Eine verbesserte, kugelförmige Variante wurde ab 1906 als Bauart Klönne bis etwa 1935 in mehreren hundert Exemplare vorgefertigt und weltweit aufgestellt, eine prägnante Sonderform davon ist das sogenannte Lanstroper Ei in Dortmund.
Von 1904 bis 1907 war er Rektor der Technischen Hochschule Hannover. Er gehörte dem Verein Deutscher Ingenieure (VDI) und dem Hannoverschen Bezirksverein des VDI an.
Im Ersten Weltkrieg beriet er das Kriegsministerium bei der Errichtung von Luftschiffhallen und Flugzeughangars.
1881 heiratete er Johanna Ilse aus Beurig bei Saarburg. Gemeinsam hatte das Paar vier Kinder.

## Auszeichnungen
- 1909: Ehrendoktorwürde (Dr.-Ing. E. h.) der Technischen Hochschule (Berlin-)Charlottenburg

## Schriften (Auswahl)
- Über die praktische Ausbildung der Studierenden des Baufaches während der Studienzeit. Vorträge gehalten von G. Barkhausen und W. H. Lauter. Bergsträsser, Darmstadt 1894.
- Bericht über die Wiederherstellung der gesprengten doppelt eingleisigen Eisenbahnbrücke über die Weichsel unterhalb Warschau. J. Gollnow & Sohn, Stettin 1917.
- mit Bertold Körting und Ferdinand Hornemann: Höchste und richtunggebende Ziele für den Friedensschluß. Hannover 1917.
- Beispiele der Aufstellung eiserner Brücken bei Neu- und Umbauten. J. Gollnow & Sohn, Stettin 1920.
- hrsg. mit Alfred Blum: Das Eisenbahn-Maschinenwesen der Gegenwart. 7 Bände, 1910–1916. Digitalisat Digitalisat